# Randalstown
Cet article possède un paronyme, voir Randallstown.
Randalstown (de l'irlandais : Baile Raghnail) est une petite ville dans le comté d'Antrim, en Irlande du Nord, située entre la ville d'Antrim et Toome.

## Gens célèbres
- John Bodkin Adams - un médecin généraliste britannique et soupçonné d'être un tueur en série